# Sybra piceomacula
Sybra piceomacula là một loài bọ cánh cứng trong họ Cerambycidae.